# Chalmers Johnson
Chalmers Ashby Johnson (* 6. August 1931 in Phoenix, Arizona; † 20. November 2010 in Cardiff-by-the-Sea, Kalifornien) war Professor für Politikwissenschaft an der University of California, San Diego, Berater der CIA und Asienexperte.

## Leben
Chalmers Johnson galt als einer der profiliertesten Kenner der amerikanischen Asienpolitik und war Präsident des „Japan Policy Research Institute“. In seinen späteren Büchern äußerte Johnson scharfe Kritik an der zunehmenden Militarisierung der US-amerikanischen Außenpolitik. Er stellte sich dadurch in Opposition zu der Politik von Präsident George W. Bush und den außenpolitischen Konzepten der sogenannten Neokonservativen in den USA.
1976 wurde er in die American Academy of Arts and Sciences aufgenommen.

## Schriften
- Peasant Nationalism and Communist Power. The Emergence of Revolutionary China 1937–1945. Stanford University Press, Stanford CA 1962, (Mehrere Auflagen).
- An Instance of Treason. Ozaki Hotsumi and the Sorge Spy Ring. Stanford University Press, Stanford CA 1964, (Mehrere Auflagen).
- Conspiracy at Matsukawa. University of California Press, Berkeley CA 1972.
- Revolutionary Change. Little, Brown & Co, London 1966, (In deutscher Sprache: Revolutionstheorie. Kiepenheuer & Witsch, Köln u. a. 1971, ISBN 3-462-00822-6).
- MITI and the Japanese Miracle. The Growth of Industrial Policy, 1925–1975. Stanford University Press, Stanford CA 1982, ISBN 0-8047-1128-3.
- Japan: Who Governs? The Rise of the Developmental State. Norton, New York NY 1995, ISBN 0-393-31450-2.
- Blowback. The Costs and Consequences of American Empire. Metropolitan Books, New York 2000, ISBN 0-8050-6238-6 (In deutscher Sprache: Ein Imperium verfällt. Wann endet das Amerikanische Jahrhundert? Blessing, München 2000, ISBN 3-89667-109-X; als Taschenbuchausgabe: Ein Imperium verfällt. Ist die Weltmacht USA am Ende? (= Goldmann. 15158). Goldmann, München 2001, ISBN 3-442-15158-9).
- Der Selbstmord der amerikanischen Demokratie. Blessing, München 2003, ISBN 3-89667-226-6.